# Réti József
Réti József (Ploiești, Románia, 1925. július 8. – Budapest, 1973. november 5.) magyar opera- és oratóriuménekes (lírai tenor), főiskolai tanár. A bel canto éneklés kiváló képviselője.

## Életútja és szerepei
Édesapja a Magyar-Amerikai Olajipari Részvénytársaság olajmérnöke volt. Mindhárom gyermeke, így a legidősebb József is korábbi állomáshelyén, a romániai Ploieștiben született. A család 1939-ben került haza Magyarországra, Nagykanizsára.
A csurgói Csokonai Református Gimnáziumban ébredt fel érdeklődése a zene iránt. 1942-ben családjával Budapestre költözött, itt folytatta tanulmányait a pesterzsébeti Kossuth Gimnáziumban. Énekesi pályafutását a Honvéd Művészegyüttes szólistájaként kezdte.
Nevét (Rédl József) 1949-ben magyarosította. A Réti nevet Kodály Zoltán Mátrai képek című népdalciklusának „réten, réten, sej, a tari réten” sorának ihletésére vette föl, ugyanis Kodálynak nagy tisztelője volt.
Tanulmányait 1953-ban végezte el a Zeneakadémián. Ugyanebben az évben Puccini Bohéméletének Parpignolaként debütált az Operaházban, amelynek haláláig vezető magánénekese maradt.
Legkiemelkedőbb alakításait Mozart-tenorként nyújtotta. Pályája során csaknem valamennyi Mozart-szerepet énekelte. (A varázsfuvolából Taminót, a Don Giovanniból Don Ottaviót; a Così fan tuttéból Ferrandót, valamint a Szöktetés a szerájból Belmontéjét.)

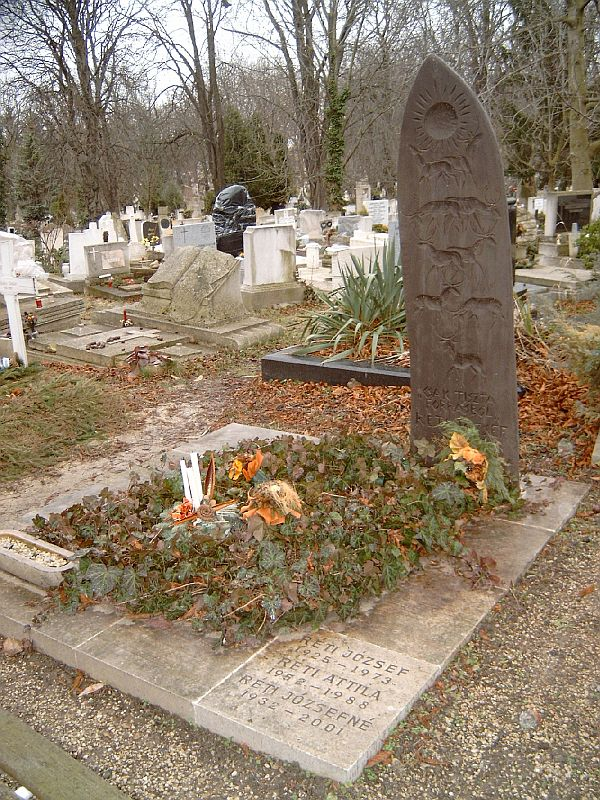
Sírja a Farkasréti temetőben; a síron Bartók: Cantata Profanájából származó jelmondat van: „Csak tiszta forrásból”

1956-ban a berlini Schumann-versenyen kitüntető oklevelet nyert, 1957-ben a moszkvai Csajkovszkij-énekversenyen a zsűri – Tito Schipa, világhírű olasz tenor elnökletével – az első díjat, azaz az aranyérmet ítélte neki. 
A moszkvai siker odavezetett, hogy az Operaházban rögtön hálás lehetőséghez juttatták: megkapta első főszerepét: Almaviva grófot Rossini A sevillai borbélyában. A kritika ünnepelte: briliáns debütálást emlegetett. Legendás Almaviva alakítása mellett magas színvonalú teljesítményt nyújtott Ferrandóként Mozart Cosi fan tuttéjában és Rossini Ory grófja címszerepében is.
Egyik legnagyobb bravúrja Donizetti Az ezred lánya című operájának Toniójához fűződik. Tonio Ah! Mes Amis kezdetű dalát a benne található nyolc magas C-vel az operairodalom egyik legnehezebb áriájaként tartja számon a szakma – Réti József azonban a maga erőteljes, tiszta, férfias hangjával könnyedén kiénekelte a mások számára elérhetetlen magasságokat is.
Drámai tehetségéről Puccini Manon Lescaut című operájának Des Grieux-jeként adott számot.
Réti József elénekelte Richard Strauss A rózsalovag című operájának Olasz áriáját is , a szerephez illő komikus arckifejezéssel, eltúlzott gesztusokkal.
Flotow Márta című operájának Lyonelje ugyancsak a kedvenc szerepei közé tartozott, akárcsak Puccini Bohéméletének Rodolphe-ja, Donizetti Szerelmi bájital című operájának Nemorino-ja, vagy Leoncavallo: Bajazzók című operájából Peppe szerepe.  Lemezre énekelte Massenet: Wertherjének híres Ossian-dalát.
1964-től tanított a Zeneakadémián, Rősler Endre utódaként. Neves művészeket nevelt ki.
Bensőséges, mélyen szárnyaló hangjának köszönhetően gyakran énekelt oratóriumokat is, s stílusának és technikájának köszönhetően az 1960–70-es évek legkeresettebb szólistája volt.  
Felejthetetlen alakítást nyújtott Johann Sebastian Bach passióinak Evangélistájaként. E szerepében nyújtott teljesítményét így méltatta a kritika:
„Éneklése a hangszerjátékos zenei biztonságával szólalt meg… Az evangelista tolmácsolásának nem a muzikalitás és nem a szép hangi teljesítmény a fő értéke, hanem az a hihetetlenül feszült és változatos kifejezési skála, amelyet megvalósít… Néha egy-két mondaton belül tudta váltani a hangszínt, az árnyalatot, a dinamikát és ezzel tökéletes jellemképet adott a passió szereplőiről.”
Bartók Béla Cantata Profana című műve tenorszólójának is legendás tolmácsolója volt. 
Művészi rangját jól jelzi, hogy kortárs szerzők kifejezetten neki írtak oratóriumokat. Lásd: Petrovics Emil Lysistraté és Jónás könyve című oratóriumai, valamit Vass Lajos Mathias Rex című oratóriuma.
Operettszerepeket is vállalt. Felcsendült előadásában például Leo Fall Sztambul rózsája című operettjéből Ahmed áriája, Kerekes János–Erdődy János A majlandi tornyok című operettjéből a Nápolyi dal.
Donizetti Lammermoori Lucia című operájában és Puccini Bohéméletében partnere volt a világhírű olasz szoprán, Renata Scotto. Hazai kollégái közül olyan operacsillagokkal, mint Gyurkovics Mária és Házy Erzsébet lépett föl leggyakrabban.
Élete utolsó éveiben mint dalénekes is gyakran szerepelt. Külföldön is sokszor vállalt szereplést, utoljára Dél-Amerikában turnézott. Számos lemezfelvételt készített a Hungarotonnál. 
Sikereihez az is hozzájárult, hogy szerepeit hihetetlen gyorsasággal tanulta meg. Ha a kottát délelőtt megkapta, este már énekelte is. Német kiejtése ugyanúgy tökéletes volt, mint az olasz.  
Tökéletesen artikulált, érthető szövegmondása, töretlen hajlékonyságú magas regisztere, különleges fényben ragyogó, selymes-bársonyos, nemes szépségű hangszíne mindig ellensúlyozni tudták azt, hogy korpulens alkata miatt hősszerepekben nem feltétlenül volt illúziókeltő a színpadon. Amikor azonban komikus szerepekben tűnt föl, akkor magával ragadta a közönséget harsány derűt fakasztó, szikrázó jókedvű komédiázásával, „bumfordi alakításával”. Ha az alkatához illő színészi feladathoz jutott, képes volt neves pályatársaihoz, Melis Györgyhöz és Gregor Józsefhez fogható, mélyen átélt színészi remeklésekre.
Szókimondó természete miatt nem volt a szocialista rendszer kedvence. Háromszor is fölterjesztették Kossuth-díjra, ám a döntésre jogosultak sosem ítélték meg számára az elismerést.

## Emlékezete

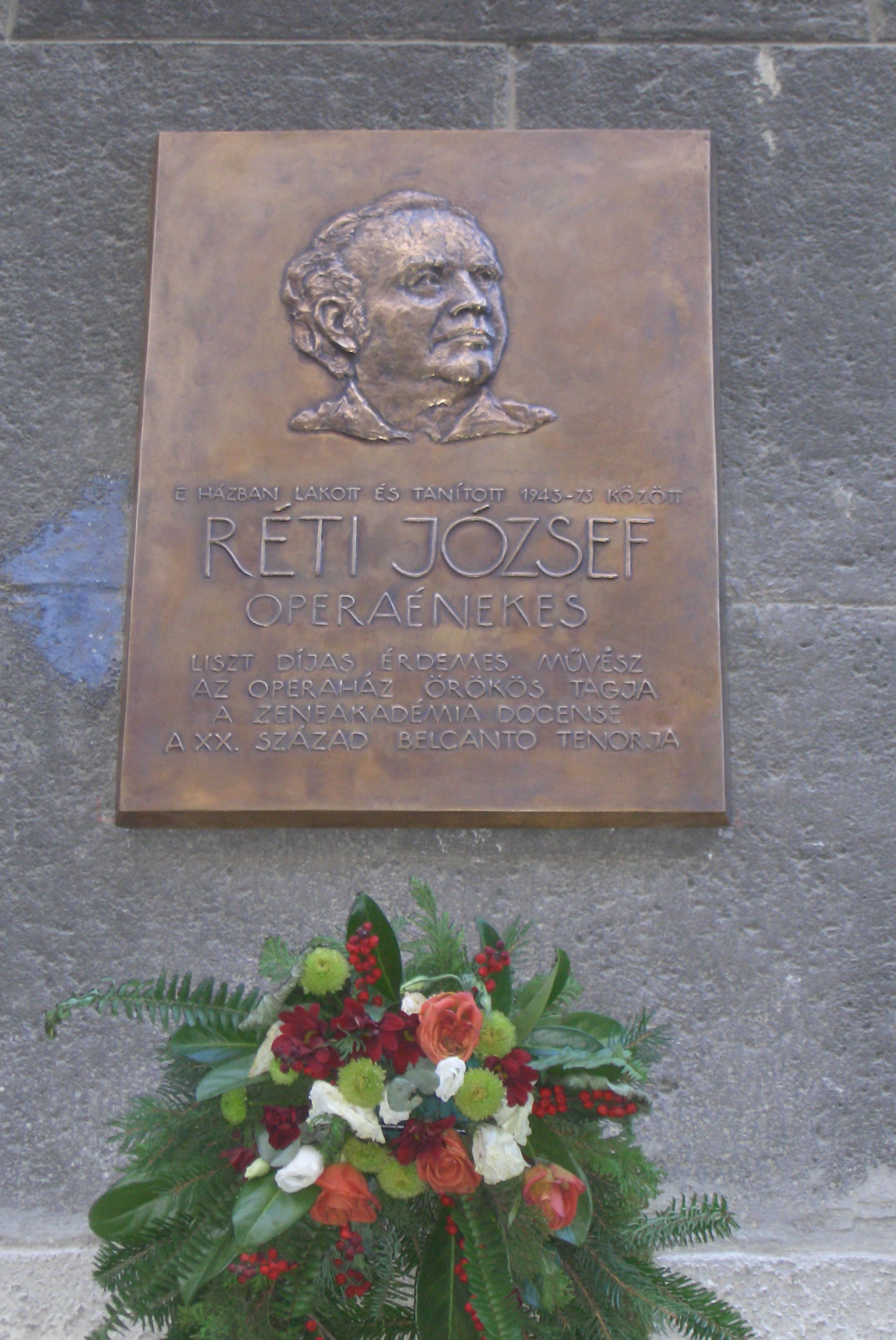
2017 októberében avatott emléktáblája Budapest I. kerületében (Naphegy utca 27.)

Rónay György: Gyászének Réti József halálára címmel verset írt, amikor megtudta, hogy az általa oly nagyra becsült énekes eltávozott az élők sorából.
A bal lábam című ír-angol filmdrámában a főcím alatt elhangzik pár ütem Mozart Cosi fan tutte című operájának Un’aura amorosa kezdetű áriájából Réti József előadásában.
Monique Montagne, Herbert von Karajan nevelt lánya ezt az „ismeretlen hangot” meghallva teljesen föllelkesült, és nyomozásba kezdett, kiről is van szó. A csodás hang később sem eresztette el: Réti Józsefről filmet készített, életéről és lemezfelvételeiről tanulmányt írt, amit a New Opera Quarterly közölt le 1995-ben. Ennek köszönhetően Réti József halála után a nemzetközi figyelem kereszttüzébe került.
Kiemelkedő énekművészetéért Réti Józsefet 2023-ban Magyar Örökség díjjal tüntették ki. Mint a Magyar Állami Operaház főigazgatója, Ókovács Szilveszter ennek kapcsán kifejtette, Réti József ezáltal bekerült a szellemi panteonba. Réti József hangját úgy jellemezte, mint „azonnal felismerhető, kissé zárt, egyedi felszínű, felfele korlátlan tenort”.

## Hanglemezfelvételei
- „Wie stark is nicht dein Zauberton” Bach, Vivaldi, Mozart, Liszt áriák / Hungaroton HCD 12891 /
- „Great Hungarian Voices” Mozart opera- és koncertáriák / Hungaroton HCD 12927 /
- Bartók Béla: Cantata profana – (vez.: Ferencsik János) / Hungaroton HCD 31883 /
- Bartók Béla: Cantata profana – (vez.: Doráti Antal) / Hungaroton HCD 31503 /
- Johann Sebastian Bach: János passió / Hungaroton HCD 32225-26 /
- Johann Sebastian Bach: Máté-passió (rövidítve, 143' 26") House of Opera CD89574-75/ - ez az USA-ban megjelent lemez egy rádióközvetítés felhasználásával készült (az alapul szolgáló előadás: Ferencsik János, Erkel Színház, 1972. jún. 12.)
- Johann Sebastian Bach: 161. kantáta (Hungaroton 1966. jún., HRC ???)
- Liszt Ferenc: Christus - oratórium  / Hungaroton HCD 32700-02 /
- Liszt Ferenc: Zsoltárok / Hungaroton HCD 11261 /
- Liszt Ferenc: Szekszárdi mise / Hungaroton HCD 32318 /
- Gioacchino Rossini: A sevillai borbély / Hungaroton HCD 12625-26 /
- Erkel Ferenc: Bánk bán / Hungaroton HCD 11376-77 /
- Antonio Vivaldi: Juditha Triumphans  - oratórium / Hungaroton CLD 4022-23/
- Kodály Zoltán: Budavári Te Deum, Missa brevis / Hungaroton HCD 11397 /
- Wolfgang Amadeus Mozart: A varázsfuvola – részletek / Hungaroton HCD 11539 /
- Petrovics Emil: Jónás könyve  - oratórium / Hungaroton HCD 31790 /
- Petrovics Emil: C'est la guerre (Hungaroton 1964, HCD 31958)
- Ludwig van Beethoven: Krisztus az olajfák hegyén  - oratórium / Eterna /
- Joseph Haydn: Nelson mise / Eterna /

## Díjai
- Liszt Ferenc-díj (1961)
- Székely Mihály-emlékplakett (1968)
- Érdemes művész (1969)
- Magyar Örökség díj (2023) /posztumusz/

## Főbb szerepei
- Berté: Három a kislány – Schubert
- Gluck: Iphigénia Auliszban – Achilles
- Cimarosa: A titkos házasság – Paolino
- Mihály András: Együtt és egyedül – Első újságíró
- Mozart: Così fan tutte – Fernando
- Mozart: Don Giovanni – Don Ottavio
- Donizetti: Lammermoori Lucia – Edgar
- Donizetti: Szerelmi bájital – Nemorino
- Donizetti: Don Pasquale – Ernesto
- Flotow: Márta – Lyonel
- Rossini: A sevillai borbély – Almaviva
- Rossini: Ory grófja – Ory grófja
- Rossini: Hamupipőke – Don Ramiro
- Ifj. Johann Strauss: A denevér – Eisenstein
- Wagner: A nürnbergi mesterdalnokok – Dávid
- Puccini: Bohémélet – Rodolphe
- Puccini: Manon Lescaut – Des Grieux
- Puccini: Turandot – Pong
- Leoncavallo: Bajazzók – Beppo